# St. Venant Communal Cemetery
St. Venant Communal Cemetery is een begraafplaats gelegen in de Franse plaats Saint-Venant (Pas-de-Calais). De militaire graven worden onderhouden door de Commonwealth War Graves Commission.
De begraafplaats telt 380 geïdentificeerde Gemenebest graven, waarvan 243 uit de Eerste Wereldoorlog en 137 uit de Tweede Wereldoorlog.